# 蓝河操作系统
蓝河操作系统（英語：BlueOS）是由中國vivo公司研发的物聯網操作系统，於2023年11月13日推出。蓝河操作系统由Rust语言编写，而且與安卓系統不兼容。

## 外部連結
- 官方网站
- Vivo蓝河操作系统開發者文檔 （页面存档备份，存于）